# Monzon-Incolor-Gub
Das Team Monzon-Incolor-Gub ist ein italienisch-rumänisches Radsportteam mit Sitz in Bukarest.

## Organisation und Geschichte
Das Team wurde zur Saison 2018 gegründet mit dem Hersteller von Radbekleidung MsTina als Sponsor. Von den sechs Italienern in der Mannschaft zu Saisonbeginn kamen allein vier vom damaligen UCI Professional Continental Team Vini Zabù. Ab dem Jahr 2019 wurde Giotti Victoria Automotive als neuer Titelsponsor gewonnen, der bereits in den 1990er Jahren unter dem Namen Mobilvetta im Radsport aktiv war und unter anderem mit Ivan Quaranta vier Etappensiege beim Giro d’Italia feiern konnte.
In den folgenden Jahren wechselten die Titelsponsoren von Saison zu Saison. Neben rumänischen und italienischen Radrennfahrern sind zwischenzeitlich auch andere Nationen im Team vertreten. Haupteinsatzgebiet ist die UCI Europe Tour.

## Erfolge pro Saison
| Rennserie                 | 2018 | 2019 | 2020 | 2021 | 2022 | 2023 | 2024 |
| ------------------------- | ---- | ---- | ---- | ---- | ---- | ---- | ---- |
| UCI ProSeries             | -    | -    | -    | -    | -    | -    | -    |
| UCI Continental Circuits  | 5    | 5    | 2    | 3    | 2    | -    | 2    |
| nationale Meisterschaften | 2    | 2    | 1    | 1    | 1    | 1    | -    |

## Platzierungen in der UCI-Weltrangliste
| World Ranking | World Ranking | World Ranking               | World Ranking |
| Jahr          | Teamwertung   | Einzelwertung               |               |
| ------------- | ------------- | --------------------------- | ------------- |
| 2018          | —             | Emil Dima (925. )           |               |
| 2019          | 85.           | Denis Vulcan (642. )        |               |
| 2020          | 70.           | Viktor Filutás (284. )      |               |
| 2021          | 69.           | Viktor Filutás (466. )      |               |
| 2022          | 95.           | Emil Dima (378. )           |               |
| 2023          | 106.          | Nikiforos Arvanitou (479. ) |               |
| 2024          | 187.          | Anouar Rahmou (1873. )      |               |
|               |               |                             |               |
| Quelle: UCI   |               |                             |               |